# 紫外可視近赤外分光光度計
紫外可視近赤外分光光度計（しがいかしきんせきがいぶんこうこうどけい）とは、紫外可視-近赤外領域波長の吸光度を測定する装置で、紫外可視近赤外分光法に用いられる。
この項目では紫外可視近赤外分光光度計の中でも現在、主に使用されているダブルビーム方式の自記分光光度計について述べる。また、紫外可視吸収における電子状態についても合わせて記載することとする。

## 構成
自記分光光度計の構成としては、光源、分光器、試料室、検出器、増幅器、出力装置から成っている。以下、それぞれの装置について解説する。

### 光源
重水素ランプ（紫外域;180～400nm）とタングステンランプ（可視域;320～3000nm）が併用される。ランプの切り替えは、機種により多少違いはあるものの、360nm程度で自動的に行なわれる。切り替える波長を変更することも可能である。

### 分光器
分光器とは回折格子に光を当てて光を分散させ、スリットを通すことで目的波長の単色光を得るものであり、分光器がひとつのシングルモノクロメーターと、ふたつのダブルモノクロメーターがある。ダブルモノクロメーターの方が迷光(目的波長以外の光)が少ない、つまり単色光の純度が高いため高濃度溶液の測定に向く。

### 試料室
試料室は、セルホルダが1つシングルビーム型と、試料用と参照用の2つあるダブルビーム型の2種がある。後者は両ホルダに等価に光を入射して強度を比率演算することで、ベースライン変動を抑えるようになっている。溶液試料の場合、通常サンプルは光学セルに入れて測定する。セルの光路長は 1cm のものが最もよく使用されているが、目的に合わせて様々なものが市販されている。
一般的なガラスは紫外領域（340nm以下）において透過率が急激に減少するために、紫外領域の分光を行なう場合その光学素子（窓・レンズ・プリズム・セル）の素材の選択には注意が必要である。良く用いられる素材としては石英や、より短波長の紫外線を透過する合成石英などがある。

### 検出器
光電子増倍管またはフォトダイオードが用いられる。
光電子増倍管は、光子が光電面にぶつかり発生させた光電子を、電子増倍作用により増倍する装置で、紫外可視域の微弱光の検出に使われる。
フォトダイオードは、光起電力効果を利用した半導体素子で、小型軽量という利点がある。これをフォトダイオードアレイ(PDAまたは、DA)という形で用いられた場合、光電子増倍管では不可能な多波長を同時に検出することが出来る。

## 紫外可視吸収スペクトル
有機化合物に紫外可視領域の光を当てるとσ、πおよびn軌道にある電子は基底状態から高エネルギー状態に遷移する。紫外可視光の吸収に伴って起こる電子遷移にはσ→σ*、n→σ*、n→π*、π→π*の4つの遷移がある。σ→σ*遷移は原子価殻の電子が単結合の場合に起こるため、ほとんどの化合物で見られる。主に遠紫外領域で観測できるが、紫外可視近赤外分光光度計では測定は可能であるが解析はきわめて難しい。単結合でかつ非結合電子を持つ場合はn→σ遷移に基づく吸収が起こる。主に遠紫外・近紫外領域に吸収を示す。π→π*遷移は分子内に不飽和結合がある場合に起こる。主に近紫外領域で観測できる。不飽和結合で非結合電子を持つ場合はn→π*遷移に基づく吸収が起こる。主に近紫外・可視領域で観測される。π*軌道への遷移は分子内に不飽和結合のある場合にのみ見られるのでσ*軌道の遷移に比べ吸収が現れない場合が多い。しかし、遷移に必要なエネルギーが小さいので、一般の紫外可視分光光度計で測定することができる。